# Sidi Belattar
Sidi Belattar (în arabă سيدي بلعاتر) este o comună din provincia Mostaganem, Algeria.
Populația comunei este de 6.794 de locuitori (2008).